# Saint-Lin–Laurentides
Saint-Lin–Laurentides är en stad (kommun av typen ville) i provinsen Québec i Kanada. Den ligger i regionen Lanaudière, i den sydöstra delen av landet, 160 km öster om huvudstaden Ottawa. Staden bildades 2000 genom sammanslagning av staden Laurentides och den omgivande kommunen Saint-Lin.

## Tätorter
Statistique Canada avgränsade tre tätorter (centres de population) i staden vid folkräkningen 2021.
| Namn             | Folkmängd | Landarea (km²) | Befolkningstäthet (invånare/km²) |
| ---------------- | --------- | -------------- | -------------------------------- |
| Laurentides      | 15 768    | 12,78          | 1 234,1                          |
| Lac-Lapierre     | 2 533     | 2,60           | 972,8                            |
| Domaine-C.-L.-C. | 1 662     | 1,91           | 871,8                            |